# Schlacht von Harran
Die Schlacht von Harran fand am 7. Mai 1104 zwischen den Kreuzfahrerstaaten Antiochien und Edessa auf der einen und den Seldschuken auf der anderen Seite statt. Es war die erste größere Schlacht gegen die während des Ersten Kreuzzugs neu gegründeten Staaten.

## Vorgeschichte
Als die Seldschuken 1104 die Grenzregionen der Grafschaft Edessas überfielen, rief Graf Balduin II. Bohemund I. von Antiochien und Tankred von Tiberias zu Hilfe. Bohemund und Tankred marschierten von Antiochien nach Edessa, wo sie auf Balduin und Joscelin von Courtenay trafen, mit denen sie gemeinsam zum 20 km entfernten Harran marschierten. Bernhard von Valence, Lateinischer Patriarch von Antiochiena, Dagobert von Pisa, Lateinischer Patriarch von Jerusalem, und Erzbischof Benedikt von Edessa begleiteten sie. Zuvor hatte Balduin die Einwohner Harrans davor gewarnt, auf ihre Felder entlang des Euphrat zu gehen, so dass diese nun Hunger litten und sich schnell unterwarfen.
Im Lager der Kreuzfahrer gab es einen Disput zwischen Bohemund und Balduin, wem der Besitz der Stadt zustehe, während in der Zwischenzeit eine seldschukische Armee eintraf, um die Stadt wieder zu befreien. Die Seldschuken unter Dschekermisch von Mosul und Sökmen I., dem ortoqidischen Herren von Mardin, teilten sich in zwei Gruppen, eine brachte Nahrungsmittel in die Stadt, während die andere versuchte, die Kreuzfahrer abzulenken oder in einen Kampf zu verwickeln. Der Streit zwischen Bohemund und Balduin war jedoch bereits Ablenkung genug und auch schon so weit gediehen, dass er die Allianz zu sprengen drohte. Dennoch gelang es ihnen, ihre Truppen zur Schlacht aufzustellen.

## Die Schlacht

Die Kreuzfahrerstaaten nach dem Ersten Kreuzzug

Balduin und Joscelin befehligten ihre edessanischen Truppen auf dem linken Flügel, Bohemund und Tankred die antiochenischen auf dem rechten. Die Edessaner griffen als erste an, wurden aber vollständig geschlagen, Balduin und Joscelin wurden von Dscherkermisch gefangen genommen. Die Truppen Antiochiens erlitten nur geringe Verluste und waren in der Lage, nach Edessa zu fliehen. Bohemund kümmerte sich nicht um die Zahlung eines Lösegeldes, sondern ernannte Tankred zum Regenten in Edessa.

## Folgen
Die Schlacht war eine der ersten Niederlagen der Kreuzritter, sie festigte bei den Muslimen die Überzeugung, dass auch die Christen nicht unbesiegbar waren, so wie es während des Ersten Kreuzzugs den Anschein hatte. Das Byzantinische Reich zog seine Vorteile aus der Niederlage, indem es seine Ansprüche auf Antiochien verstärkte und Latakia und Teile Kilikiens zurückeroberte. Viele von Antiochien aus regierte Städte erhoben sich und wurden von muslimischen Truppen aus Aleppo eingenommen. Auch armenische Gebiete fielen ab und unterstellten sich Byzanz oder Kleinarmenien.
Die Ereignisse brachten Bohemund dazu, nach Italien zu reisen, um neue Truppen heranzuschaffen, wobei er Tankred während dieser Zeit auch die Regentschaft über Antiochien überließ.
Wilhelm von Tyrus schreibt, dass es keine verheerendere Niederlage als diese gegeben habe. Zwar erholte sich Antiochien im folgenden Jahr wieder, doch der byzantinische Kaiser Alexios I. zwang Bohemund später den Vertrag von Devol auf, der Antiochien zum byzantinischen Vasallen gemacht hätte, hätte Tankred ihn akzeptiert. Antiochien wurde 1119 in der Schlacht auf dem Ager Sanguinis erneut geschlagen, Edessa hingegen erholte sich nie wieder von der Niederlage und überlebte bis 1144 nur wegen der internen Streitigkeiten der Muslime.